# Ctenichneumon hermaphroditus
Ctenichneumon hermaphroditus là một loài tò vò trong họ Ichneumonidae.